# ادریبه
ادریبه یک منطقهٔ مسکونی در مصر است که در استان سوهاج واقع شده‌است.